# منزل بافلوف

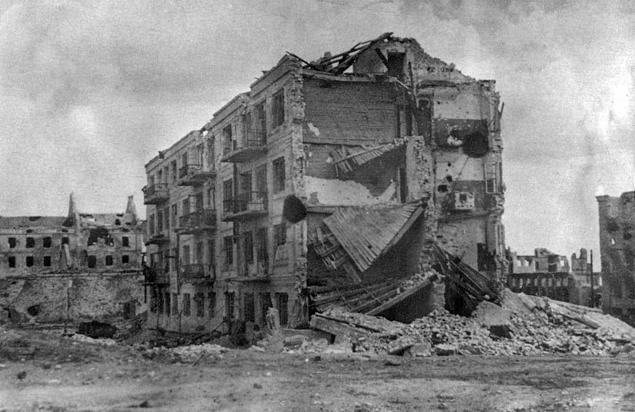
منزل بافلوف.

منزل بافلوف (بالروسية: дом Павлова، تنطق: دوم بافلوفا) هو مبنى محصن اشتهر خلال معركة ستالينغراد بين 27 سبتمبر و25 نوفمبر. حاز المنزل على شعبيته من اسم الرقيب في الجيش الأحمر ياكوف بافلوف الذي قاد فصيلة الجنود التي تحصنت بالمنزل ودافعت عنه طيلة مدة المعركة.

## المبنى
المبنى المؤلف من 4 طوابق والواقع وسط مدينة ستالينغراد (فولغوغراد حاليا)، يقع مقابلا لجسر يعبر نهر الفولغا وميدان كبير هو ساحة 9 جانفي التي سميت كذلك تخليدا لأحداث الأحد الدامي في سبتمبر 1942. وجهت الأوامر لفصيلة سوفياتية تابعة للفرقة 13 لحرس البنادق بأن تحتل المبنى وتدافع عنه والتي تمكنت أخيرا من اخضاع المنزل بعد عدة أيام من القتال الشرس الذي نجى منه 4 أفراد فقط من أصل 30 شاركوا في الهجوم.
كان المبنى يحتل موقعا استراتيجيا حيث يعطي المدافعين خط رؤية يبلغ 1 كلم إلى الشمال، الشرق والغرب إلى الطرق الأربع التي تصل إلى الميدان ، لهذا قرر السوفيات احتلاله وتحويله إلى تحصين، وتلك كانت المهمة التي وجهت إلى الفصيلة التي يقودها ياكوف بافلوف بعد أن أصيب أو توفي الملازم والرقيب الذان كانا يقودان الفصيلة. بعد عدة من إعادة التموين وتعزيز الصفوف صار عدد أفراد الفصيلة 25 رجلا قاموا بالتزود بنحختلف الأسلحة: المدافع الرشاشة، البنادق المضادة الدبابات، الهاونات.
تطبيقا لأمر ستالين رقم 227 «لا خطوة إلى الوراء»، صدرت الأوامر إلى بافلوف بتحصين المبنى والدفاع عنه إلى لآخر طلقة وآخر رجل، أمر بافلوف باحاطة المبنى بـ 4 طبقات من الأسلاك الشائكة وحقول الألغام، نصب المدافع الرشاشة في كل النوافذ المتوفرة المواجهة للميدان، بافلوف اكتشف أن بندقية PTRS-41 المضادة للدبابات التي وجدها منصوبة على السقف فعالة بشكل كبير لنصب كمائن للدبابات الألمانية غير المحتاطة له، فبجرد ان تقترب الدبابة إلى مسافة 25 متر من المبنى يصبح سقف البرج ضعيف التدريع معرضا لنار البندقية من الفوق ولا يكون للدبابة أي مجال لرفع مدفعها ورشاشها بشكل كاف لتصويب النار نحوه ، وهو التكتيك التي تمكن بفعله من تدمير عشرات الدبابات بنفسه.
من أجل ضمان أحسن تواصل داخلي، قام أفراد الفصيلة بهدم جميع الجدران التي تفصل بين الغرف في كل الطوابق، كما قاموا بحفر خندق للتواصل مع أماكن المقاومين السوفيات خارج المبنى. مواد التموين كانت تصل المبنى عن طريق الخندق أو بواسطة القوارب التي تعبر نهر الفولغا متحدية الغارات الجوية والقصف الدفعي، رغم ذلك كان هناك نقص في التموين بالطعام وخاصة الماء. بسبب نقص الأسرّة، كان الجنود ينامون في الصوف العازل المنزوع من أنابيب المنزل لكنهم كانوا معرضين لازعاج طلقات النار كل ليلة محاولة لاضعاف مقاومتهم.
الألمان كانوا يهاجمون المبنى مرات عديدة في اليوم، كل مرة كان الجنود الألمان أو دباباتهم يحاولون عبور الساحة والاقتراب من المبنى يقوم رجال الفصيلة بإطلاق وابل من النيران الكثيفة بالرشاشات ومضادات الدبابات من الطابق الأرضي ونوافذ الطوابق العلوية وسقف المبنى فيجبرون القوات الألمانية المهاجمة على التراجع. في منتصف نوفمبر، قام رجال بافلوف باستغلال فترات الهدوء بين المعارك لكي يخرجوا ويبعدوا جثث الجنود الألمان كي لا تستعمل للحماية في الهجمات المقبلة.
في الأخير، المدافعون رفقة المدنيين الذين واصلوا المكوث في الطابق الأرضي تمكنوا من الصمود خلال معارك شرسة بين 27 سبتمبر إلى غاية 25 نوفمبر 1942 أين تم تحريرهم بهجوم مضاد سوفياتي.

## المعنى الرمزي

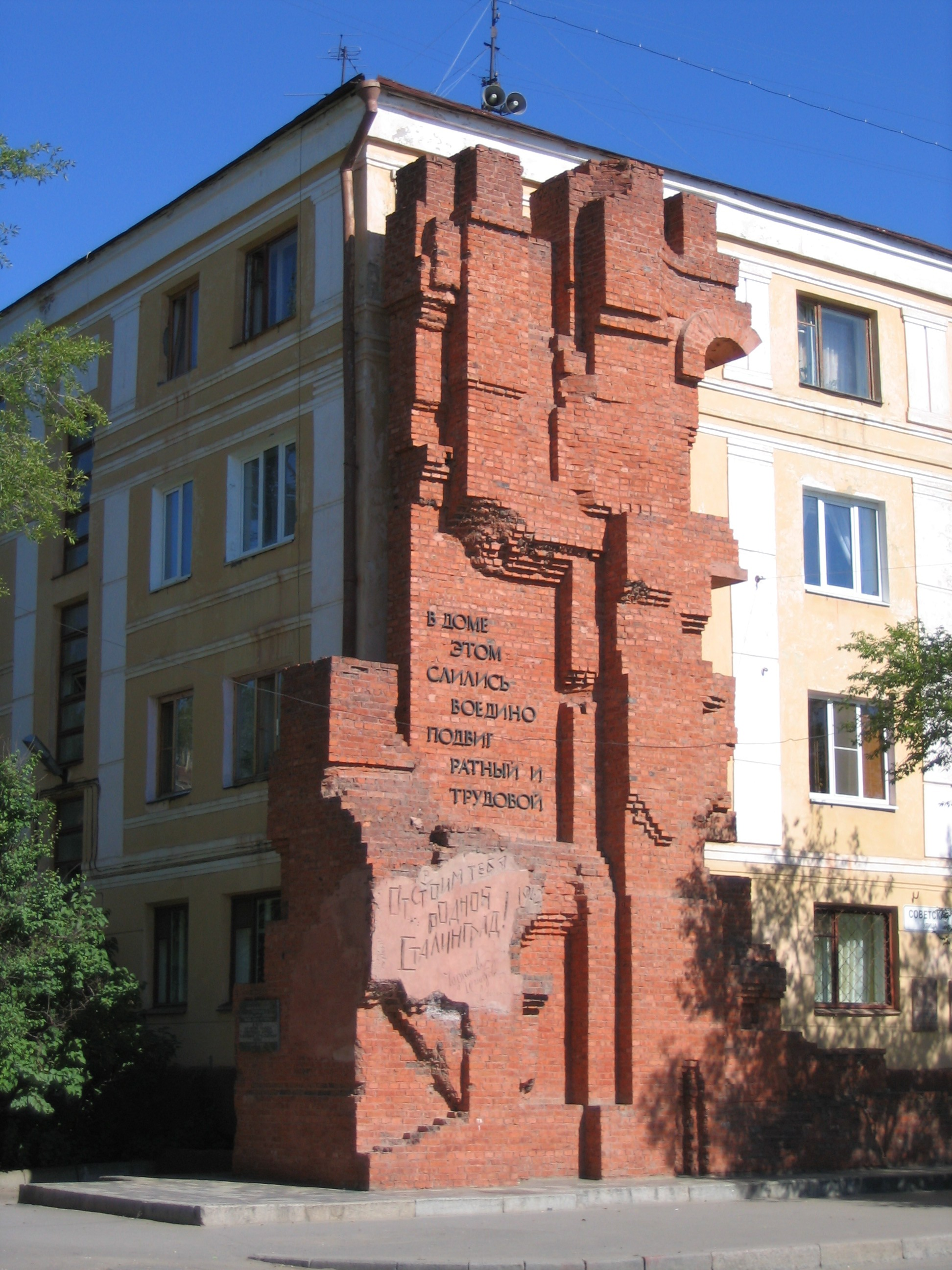
منزل بافلوف حاليا، النقش على النصب التذكاري يحمل عبارة: "في هذا المبنى تنصهر معا المآثر البطولية للحرب والعمل. سندافع عنك و نبنيك عزيزتنا ستالينغراد".

صار منزل بافلوف رمزا للمقاومة العنيدة للقوات السوفياتية خلال معركة ستالينغراد، والتي انتهت بانتصار حاسم للسوفيات بعد أشهر عديدة من التضحيات الكبيرة من كلا الطرفين. فشل التكتيك الألماني الـ"Blitzkrieg" أو حرب البرق في تحقيق أي تقدم في مواجهة المقاومة الشرسة والعنيدة للسوفيات الذين ضحوا بأنفسهم وقاموا بحرب استنزاف للقوات الألمانية التي فشلت في اخضاع المبنى (رغم المحاولات العديدة) ما جعله يبرز كرمز للمقاومة في مواجهة قوة متفوقة إلى حد كبير. وقد عرف أن المبنى الذي يقع في إحدى زاويا «ميدان 9 جانفي» كان يحمل رمز الحصن في الخرائط الألمانية المحجوزة.
فاسيلي تشويكوف، الذي كان يقود الجيش الـ62 السوفياتي في جبهة ستالينغراد عبر متفاخرا أن الألمان الذي ماتوا أثناء محاولتهم احتلال منزل بافلوف أكثر من الذين ماتوا لاحتلال باريس.
منزل بافلوف تم إعادة بناءه بعد ذلك، ومازال يستعمل كشقة إلى غاية اليوم. وقد بني إلى جانبه نصب تذكاري استعمل لبناءه قطع آجر التقطت بعد المعركة ويقع مواجها للضفة الغربية لنهر الفولغا.
تم تقليد ياكوف بافلوف وسام بطل الاتحاد السوفيتي نظرا لأفعاله.